# فایربورن (اوهایو)
فایربورن(به انگلیسی: Fairborn) شهری در ایالت اوهایو کشور ایالات متحده آمریکا است که جمعیت آن در سرشماری سال ۲۰۱۰ میلادی، ۳۲٬۳۵۲ نفر بوده‌است.